# Д’Орнано, Мишель
Мише́ль д’Орнано́ (фр. Michel d'Ornano; 12 июля 1924, Париж, Франция — 8 марта 1991, Сен-Клу, Иль-де-Франс, Франция) французский политик, член партии «Союз за французскую демократию».

## Биография
Потомок Марии Валевской и маршала д’Орнано (троюродного брата Наполеона I), сын графа Гийома д’Орнано (1894—1985), соучредителя косметического бренда «Lancôme», Мишель д’Орнано после окончания лицея Карно и некоторого времени изучения юриспруденции занимался парфюмерным бизнесом, как его отец и брат Юбер.
В политику пришёл в 1962 году, став мэром городка Довиль в Нижней Нормандии. В 1967 году становится представителем, а в 1979 году президентом генерального совета департамента Кальвадос, и наконец в 1983 году президентом регионального совета Нижней Нормандии.
Д’Орнано был одним из самых влиятельных политиков Нижней Нормандии. За это, а также за создание сильного политического клана получил прозвище «герцог Нормандии». С 1979 году оставил пост мэра Довиля, который заняла его жена — Анн д’Орнано. Она же заняла пост председателя Генерального совета Кальвадоса после смерти д’Орнано.
Д’Орнано был преданным сторонником Валери Жискар д’Эстена, и в бытность Жискар д’Эстена президентом, занимал ряд постов в кабинете министров.
В 1977 году баллотировался на пост мэра Парижа, но проиграл Жаку Шираку.
Погиб в результате дорожно-транспортного происшествия.

## Политическая карьера
- 1962—1979: мэр Довиля
- 1967—1991: депутат Кальвадоса
- 1976—1991: советник Кальвадоса
- 1979—1991: президент Генерального совета Кальвадоса
- 1974 и 1983—1986: президент регионального совета Нижней Нормандии
- 1986—1988: президент комитета по финансам Национальной Ассамблеи

## Память
Имя Мишеля д’Орнано носит футбольный стадион в городе Кан.